# Dumitru Postovan
Dumitru Postovan (n. 19 septembrie 1949) este un jurist și politician moldovean. A făcut parte din Primul Parlament al Republicii Moldova și a fost unul dintre deputații care au semnat Declarația de independență. În perioada 1990-1998 a ocupat funcția de procuror general al Republicii Moldova; a fost primul procuror general de după independență și singurul (cel puțin până în 2022) care și-a dus mandatul până la final. În prezent (2022) este președintele Curții de Arbitraj Comercial Internațional de pe lângă Camera de Comerț și Industrie a Republicii Moldova.
La momentul obținerii mandatului de deputat (1990) era procuror-adjunct în Procuratura RSSM (raionul Criuleni). Postovan deține licență de avocat din 2006. Este doctor în drept și conferențiar universitar la Universitatea de Studii Politice și Economice Europene „Constantin Stere”.
A fost decorat cu Ordinul Republicii în 2012 ca semnatar al Declarației de independență și cu titlul onorific „Om Emerit” în 2018 ca președinte al Curții de Arbitraj Comercial Internațional.